# D/1770 L1 (Lexell)
D/1770 L1 (Lexell), plus communément appelée comète Lexell, est une comète qui fut découverte par l'astronome français Charles Messier le 14 juin 1770. Elle est nommée d'après Anders Johan Lexell qui détermina précisément son orbite.
Elle s'approcha de la Terre à 0,0146 ua, soit 2,244 millions de kilomètres, le 1er juillet 1770, ce qui est la distance la plus courte jamais mesurée pour une comète par rapport à notre planète.
La comète devient visible à l'œil nu à partir du 21 juin, sa magnitude maximale sera de -2. Perdant progressivement de l'éclat, elle sera observée jusqu'au 3 octobre.

## Orbite

### Détermination initiale de Lexell
L'astronome et mathématicien Anders Johan Lexell détermine que l'orbite de la comète est une ellipse allongée avec une période comprise entre cinq et six ans, une distance au périhélie de 0,7 ua et un aphélie proche de Jupiter.
L'astre n'est cependant pas observé lors de son retour prévu en 1776, ni en 1782. Lexell analyse plus en détail l'orbite de la comète et arrive à la conclusion qu'elle a été considérablement modifiée après deux passages très près de Jupiter.
Le premier passage a lieu en 1767 et raccourcit la distance initiale au périhélie de 3 ua à 0,7 ua, amenant la comète à croiser l'orbite de la Terre et par conséquent à sa découverte.
En 1776, les conditions ne sont pas bonnes pour son observation (peut-être un éclat trop faible ou une position de la comète défavorable...)
Le deuxième rapprochement de Jupiter en 1779 est si étroit que la force gravitationnelle de la planète envoie la comète sur une nouvelle orbite si éloignée de la Terre qu'elle devient inobservable.
L'astre n'a effectivement plus jamais été observé.
Les calculs de Lexell, avec la prise en compte de l'influence gravitationnelle de Jupiter, ont eu une grande importance pour la compréhension des orbites des comètes.

### Étude de Kinoshita[Quand?]
Plus récemment[Quand ?], les calculs de Kazuo Kinoshita ont montré que la comète s'était approchée à 0,0016 ua de Jupiter en 1779, faisant passer sa distance au périhélie à 5,2 ua et donnant une orbite elliptique avec une période orbitale d'environ 200 ans.
L'astre serait repassé en 1984, mais aucune observation ne l'atteste. Son prochain périhélie serait donc aux alentours de l'année 2184.

### Étude de Ye, Wiegert et Hui (2018)
Selon Ye Quan-Zhi, Paul A. Wiegert et Man-To Hui, il y a 98 % de chance que la comète soit toujours dans le système solaire.